# Vörös Szilvia
Vörös Szilvia (Ajka, 1988. április 27. –) Gundel-díjas, Junior Prima díjas opera-énekesnő (mezzoszoprán). 2018 őszétől a Bécsi Állami Opera tagja. Gyakran szerepel dal- és oratóriuménekesként is.

## Élete
Zenész családban született. Középfokú tanulmányait a Pápai Református Kollégium Gimnáziumában végezte, a város zeneiskolájában Eisenbeck Ágotánál kezdett énekelni tanulni. Ezt követően került két évre a győri Richter János Zeneművészeti Szakközépiskola magánének szakára, ahol Dobi-Kiss Veronika növendéke volt. 2008 áprilisában megnyerte a VI. Országos Simándy Énekversenyt. Még ebben az évben Liszt Ferenc Zeneművészeti Egyetem hallgatója lett Marton Éva osztályában. 2013-ban fejezte be az opera szakot, 2015-ben pedig az énekművész-tanári diplomát is megszerezte.
Szólistaként több ízben fellépett Budapest nagy koncerttermeiben: 2009-ben Medoro szerepében lépett színpadra Händel Orlando c. operájában a Zeneakadémia Nagytermében. Alt szólót énekelt többek között Orbán György Stabat Materében, Mozart Requiemjében és Arvo Pärt Miserere c. oratóriumában. Bach János- és Máté-passióját a Budapesti Filharmóniai Társasággal adta elő a Magyar Állami Operaház és a Szent István Bazilikában.
2013 decemberében debütált Medium szerepében az Eötvös Foundation által szervezett zeneszerzőverseny döntős, két kamaraoperájában (Out at S.E.A), amelyet 2014/15-ben európai turnéra is vittek. Színpadon Mozart Varázsfuvolájában és Cavalli La Calisto c. operájában láthattuk a Zeneakadémia Solti-termében. Mellék- és főszerepekben rendszeresen szerepelt a Magyar Állami Operaházban.
2015-ben Rossini Stabat Materében és Liszt: Szent Erzsébet legendája c. oratóriumában is hallhattuk. Az oratorikus műveken kívül a dalirodalom is nagy részét képezi repertoárjának (pl.: Rahmanyinov-dalest, Mahler: Gyermekgyászdalok).
2016 nyarán részt vett a Salzburgi Ünnepi játékokon a Young Singers Project tagjaként, ahol Puccini: Manon Lescaut c. operájában Anna Nyetrebko mellett a Musico, míg Plácido Domingo oldalán Massenet Thaisában Albine szerepében tűnt fel.
2011 májusában a szakmai zsűri neki ítélte a Gundel művészeti díjat operaénekes kategóriában, ösztöndíjasa volt a Liszt Ferenc Zeneművészeti Egyetem egyik dél-koreai partnerintézményének, a Keimjung Egyetem által működtetett Dongszan Alapítványnak és az Ari Kupsus Salon Concerts Society-nek. 2012-ben Junior Prima díjjal tüntették ki, 2014-ben pedig megnyerte az I. Nemzetközi Marton Éva Énekversenyt.
A 2018–19-es évadtól a Bécsi Állami Opera magánénekese, ahol 2018. szeptember 16-án Flora Bervoix szerepében debütált Verdi La Traviatájában.

## Szerepei
- Bellini: Romeo és Júlia — Romeo
- Berlioz: A trójaiak — Anna
- Britten: Szent Iván-éji álom — Hippolyta
- Donizetti: Lammermoori Lucia — Alisa
- Dvořák: Ruszalka — Második tündér
- Giordano: André Chénier — Bersi
- Gounod: Faust — Siebel
- Massenet: Thaïs — Albine
- Ponchielli: La Gioconda — Laura Adorno
- Puccini: Manon Lescaut — Egy zenész
- Puccini: Pillangókisasszony — Szuzuki
- Puccini: Angelica nővér — Betegápoló nővér
- Rossini: Olasz nő Algírban — Isabella
- Richard Strauss: Elektra — III. szolgáló
- Verdi: Nabucco — Fenena
- Verdi: La Traviata — Flora Bervoix
- Verdi: Aida — Főpapnő
- Richard Wagner: A walkür — Waltraute
- Richars Wagner: Parsifal — Egy hang a magasból; 3. viráglány (II. csoport)
- Wolff: A corregidor — Frasquita

## Díjai, elismerései
- VI. Országos Simándy József Énekversenyt, első helyezés (2008)[2]
- Gundel művészeti díj (2011)[6]
- Junior Prima díj (2012)[6]
- I. Marton Éva Nemzetközi Énekverseny nagydíja (2014)[7]
- Concorso Lirico Internazionale di Portofino, első helyezés (Olaszország, Portofino, 2017)[6][8][9]

## Külső hivatkozások
- Vörös Szilvia nyerte a nagydíjat (Blikk)
- „Dalok nélkül az életem egy része hiányozna” (Operavilág)
- Vörös Szilvia nyerte a Marton Éva-énekversenyt (Magyar Nemzet) Archiválva 2018. március 7-i dátummal a Wayback Machine-ben
- Vörös Szilvia Olaszországban is a csúcsra ért (Ajkai Szó)
- Operabase adatlapja